# Moskowski Komsomolez
Moskowski Komsomolez (russisch Московский комсомолец, deutsch „Moskauer Komsomolze“) ist eine populäre russische Tageszeitung von boulevardartigem Zuschnitt. Sie erreicht nach eigenen Angaben eine Auflage von bis zu 750.000 Exemplaren und ist damit die zweitgrößte Zeitung Russlands.

## Geschichte
Der Moskowski Komsomolez wurde 1919 als Zeitung für die kommunistische Jugend unter dem Namen Junyj kommunar (russisch Юный коммунар ‚Junger Kommunarde‘) gegründet. Von 1920 bis 1924 erschien sie unter dem Namen Junoschskaja Prawda (deutsch: Jugendwahrheit, russisch: Юношеская правда), bis 1928 als Molodoi Leninez (deutsch: Junger Leninist, russisch: Молодой ленинец). Ihren derzeitigen Namen trägt sie seit 1929. Unter Stalin musste sie zweimal, von 1931 bis 1939 und von 1942 bis 1944 ihr Erscheinen einstellen. Bis Ende der achtziger Jahre war die Zeitung offiziell das Organ des Komsomol von Bezirk und Stadt Moskau. Danach ging sie, wie viele Zeitungen, in den Besitz der Redaktion über.

## Gegenwart
Ihre aus der Zeit von Glasnost herrührende Popularität hat sie bis heute behalten können. 33 Prozent der Moskauer Bürger und 9 Prozent der Russen insgesamt lesen sie regelmäßig (Daten von 2003). Die Zeitung erreicht mit ihren Ausgaben 1,3 Millionen Leser. Mit MK-Deutschland existiert seit 2001 eine Ausgabe für Deutschland, die ihren Redaktionssitz in Frankfurt am Main hat.

## Berühmte Mitarbeiter
- Ossip Mandelstam (von August 1929 bis Februar 1930)[5]
- Dmitri Cholodow